# Kreisgericht Königsberg
Das Kreisgericht Königsberg war ein preußisches Kreisgericht in der damaligen Provinz Preußen mit Sitz in der Stadt Königsberg (Preußen).

## Geschichte
In Bezirk des Kreisgerichts Königsberg bestanden bis 1849 das königliche Landgericht Königsberg, das Samländische Landgericht Königsberg und das Justizamt Caymen und Schaaken sowie viele Patrimonialgerichte.
1849 wurden in Preußen einheitlich Kreisgerichte geschaffen. Hierbei wurde die Patrimonialgerichtsbarkeit abgeschafft und die Patrimonialgerichte wurden aufgehoben. Auch die eingangs genannten Gerichte wurden aufgehoben und es entstand das Königliche Kreisgericht Königsberg im Sprengel des Ostpreußischen Tribunals zu Königsberg. Es war für den Landkreis Königsberg i. Pr. und den Kreis Fischhausen zuständig. Daneben bestand das Stadtgericht Königsberg.
Schwurgerichtssachen wurden am Stadtgericht Königsberg verhandelt. Am Gericht waren 1870 ein Direktor und zehn Kreisrichter eingesetzt. 1870 betrug die Zahl der Gerichtseingesessenen 95.908. Eine Gerichtsdeputation wurde in Fischhausen, eine Gerichtskommission wurde in Pillau eingerichtet. Gerichtstage wurden in Cranz und Liska-Schaaken gehalten.
Im Rahmen der Reichsjustizgesetze wurde das Gerichtswesen in Deutschland 1879 vereinheitlicht. Damit wurde das Kreisgericht Königsberg aufgehoben und das königlich preußische Amtsgericht Königsberg (Preußen) mit Wirkung zum 1. Oktober 1879 als eines von zehn Amtsgerichten im Bezirk des Landgerichtes Königsberg als Nachfolger gebildet.